# Tempting Heart
Pour plus de détails, voir Fiche technique et Distribution.
Tempting Heart (心動, Sam dung) est un film hongkongais réalisé par Sylvia Chang, sorti le 12 septembre 1999.

## Synopsis
Cheryl est une réalisatrice de films. Elle utilise la propre histoire de son premier vrai amour pour son nouveau projet. En racontant son histoire à un scénariste, elle va se remémorer plein de choses du temps de l'innocence. Hu-Jun est un jeune garçon timide, plus intéressé par sa guitare que par ses études. Il va rencontrer Sheo-rou et ils vont petit à petit tomber amoureux. Une jolie romance est née, jusqu'au jour où la mère de Sheo-rou apprend que nos deux tourtereaux ont passé une nuit ensemble dans un hôtel...

## Fiche technique
- Titre : Tempting Heart
- Titre original : 心動 (Sam dung)
- Réalisation : Sylvia Chang
- Scénario : Sylvia Chang et Cat Kwan
- Production : John Chong et Solon So
- Musique : Kay Hwang
- Photographie : Lee Ping-bing (Mark Lee)
- Montage : Kwong Chi-leung
- Pays d'origine : Hong Kong
- Format : Couleurs - 1,85:1 - Dolby Digital - 35 mm
- Genre : Drame et romance
- Durée : 115 minutes
- Dates de sortie : 12 septembre 1999 (festival du film de Toronto, Canada), 23 septembre 1999 (Hong Kong)

## Distribution
- Takeshi Kaneshiro : Ho-jun (l'amant de la cinéaste)
- Gigi Leung : Sheo-rou (la jeune cinéaste)
- Karen Mok : Chen-Li
- Sylvia Chang : Cheryl (la cinéaste âgée)
- Elaine Jin
- Jo Kuk
- Audrey Mak
- William So

## Distinctions
- Nominations pour le prix de la meilleure actrice (Gigi Leung) et meilleur second rôle féminin (Elaine Jin et Karen Mok), lors des Golden Bauhinia Awards 2000.
- Nominations pour le prix de la meilleure actrice (Gigi Leung), meilleure direction artistique (Lim Chung Man), meilleurs costumes et maquillage (Chung Man Yee), meilleur réalisateur et meilleur second rôle féminin (Elaine Jin), lors des Hong Kong Film Awards 2000.
- Prix du meilleur scénario, lors des Hong Kong Film Awards 2000.
- Prix du film du mérite, lors des Hong Kong Film Critics Society Awards 2000.